# Luc Devroye
Luc P. Devroye (Tienen, ...) è un informatico e matematico belga.

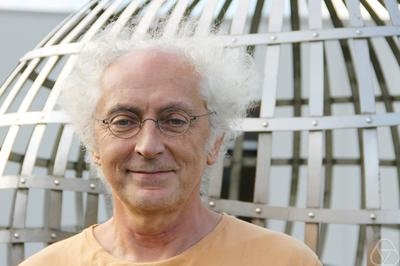
Luc Devroye

È professore presso la McGill University School of Computer Science di Montreal.

## Studi e carriera accademica
È entrato a far parte del corpo docenti della McGill University nel 1977. Nel 1987 ha ricevuto dal Natural Sciences and Engineering Research Council la E.W.R. Steacie Memorial Fellowship. Nel 2004 è stato insignito dell'Humboldt Research Award. Nel 2005 ha ottenuto dal Canada Council for the Arts lo Izaak Walton Killam Memorial Prize. Nel 2008 ha ricevuto la medaglia d'oro della Statistical Society of Canada. Altri riconoscimenti includono il dottorato onorario dall'Université catholique de Louvain nel 2002 e dall'Università di Anversa nel 2012.
Dopo aver studiato presso l'Université catholique de Louvain e all'università di Osaka, ricevette nel 1976 il PhD dall'Università del Texas ad Austin, sotto la supervisione di Terry Wagner. Devroye è specializzato nell'analisi probabilistica degli algoritmi e nella generazione di numeri pseudo-casuali. Tra i suoi interessi non matematici vi è la tipografia.

## Opere (lista parziale)
- (EN)  L. Devroye, L. Györfi, Nonparametric Density Estimation: The L1 View, John Wiley, New York, 1985 ISBN 0-471-81646-9 (testo liberamente accessibile)[6]
- (EN)  L. Devroye, Lecture Notes on Bucket Algorithms, Birkhäuser Verlag, Boston, 1986 ISBN 0-8176-3328-6.
- (EN)  L. Devroye, Non-Uniform Random Variate Generation Archiviato il 18 agosto 2014 in Internet Archive., Springer-Verlag, New York, 1986 ISBN 0-387-96305-7 (testo liberamente accessibile)[7]
- (EN)  L. Devroye, A Course In Density Estimation, Birkhäuser Verlag, Boston, 1987 ISBN 5-03-000475-0.
- (EN)  L. Devroye, L. Györfi, G. Lugosi, A Probabilistic Theory of Pattern Recognition, Springer Verlag, New York, 1996 ISBN 0-387-94618-7.
- (EN)  L. Devroye, G. Lugosi, Combinatorial Methods in Density Estimation, Springer Verlag, New York, 2001 ISBN  0-387-95117-2.
- (EN)  G. Biau, L. Devroye, Lectures on the nearest neighbor method, New York, Springer Verlag, coll. « Springer Series in the Data Sciences », 2015